# Håkan Fägerstierna

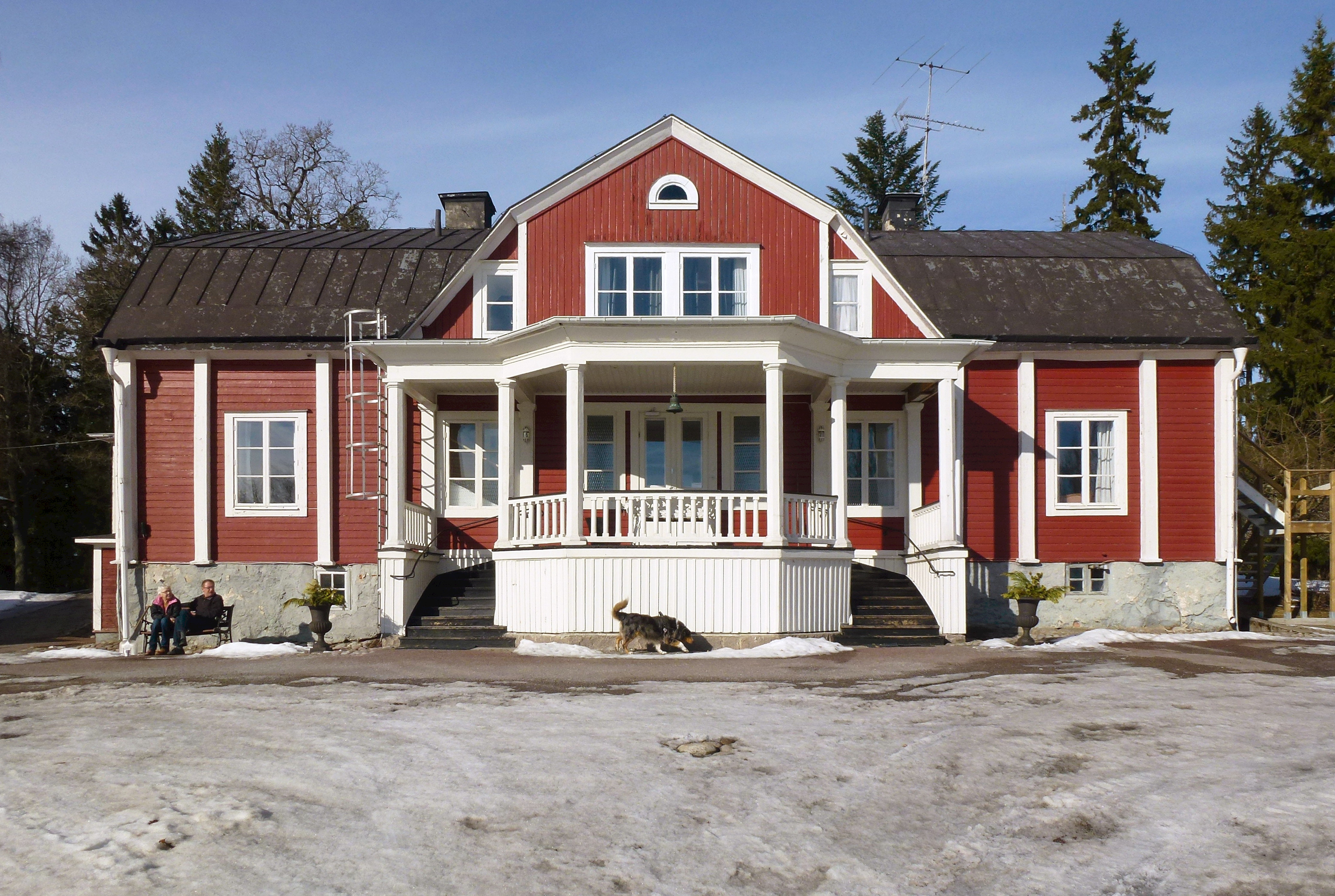
Rönninge gård, Fägerstiernas gård till 1693.

Håkan Fägerstierna, före adlandet Fegræus, född 8 december 1635 i Fägre församling, död 6 augusti 1693 i Sankt Olofs församling i Norrköping, var en svensk lagman. 

## Biografi
Håkan Fägerstierna föddes med namnet Fegræus, ett namn som antagits ha upptagits av den så kallade Stora Wånga-ätten, som räknats som uradlig. Ätten hade dock efter reformationen verkat som präster sedan förfadern varit ståndaktig i den katolska tron och Gustav Vasa därför låtit uppfostra barnen. Fägerstiernas far, Andreas Haraldi Fegræus, var kyrkoherde och prost i Fägre socken efter sin far och bror. Modern Gunborg Thermander var dotter till kyrkoherden Torbjörn Thermander i Väse socken.
Fägerstierna studerade bland annat i Mariestad och Uppsala med specialitet rättsvetenskap. Efter några år blev han preceptor bland annat för några unga söner till landshövdingen Erik Oxenstierna. För att fördjupa sina kunskaper i juridik företog han 1664 en längre studieresa till Greifswald, Helmstedt, Leipzig och Giessen där han även avlade ett disputationsprov. 
År 1667 blev Fägerstierna av förmyndarregeringen under Karl XI kallad till e. o. juris professor i Uppsala, men förlorade 1674 sin tjänst där efter en brytning med Magnus Gabriel De la Gardie, som tidigare varit hans gynnare. 1675 blev han assessor i amiralitetskollegiet där han lade ner mycket arbete och energi både på rättsliga frågor och på det löpande administrativa skeendet. Redan i början av sin tjänstgöring där blev han adlad och antog då namnet Fägerstierna. 
Han var lagman i bland annat  Värmlands lagsaga (1681), Södermanlands lagsaga  (1684) och  i  Västmanlands och Dalarnas lagsaga (1684).  År 1685 blev han vice president i Svea hovrätt och  1693 utnämndes han till landshövding över Östergötlands län.
Den stora vändpunkten i hans karriär inträffade 10 november 1680, då Karl XI utsåg honom till åklagare i den stora kommission som skulle pröva förmyndarnas och rådets ansvar för förvaltningen under konungens omyndighet. År 1685 följde tjänsten som vice president i Svea hovrätt. I maj 1693 utnämndes Fägerstierna till landshövding i Östergötland men avled redan i augusti samma år under en ämbetsresa i länet. Fägerstierna bodde fram till sin död 1693 på Rönninge gård i Salems socken som han hade köpt av sin svärfar Nils Canterhjelm.

### Familj
Fägerstierna gifte sig första gången 29 april 1669 med Margareta Tersera (1649–1670), dotter till biskopen Johannes Elai Terserus i Linköpings stift och Elisabet Troilia. De fick tillsammans barnen häradshövdingen Johan Fägerstierna i Södra Närkes domsaga och Maria Fegræa (1670–1671).
Fägerstierna gifte sig andra gången 1 oktober 1674 med Christina Canterhielm (1652–1708). Hon var dotter till assessorn Nils Canterhielm och Catharina Lindeström. De fick tillsammans barnen Catharina Margareta Fägerstierna (1675–1696) som var gift med presidenten Pehr Scheffer i Stockholm, Gundborg Elisabet Fägerstierna (1678–1708) som var gift med överstelöjtnanten Carl von Numers och lagmannen Anders Fägerstierna (1681–1728) i Kronobergs län. Anders Fägerstierna avled barnlös varmed ätten Fägerstierna slöts på svärdssidan.